# Tetrachne
Tetrachne és un gènere de plantes de la subfamília de les cloridòidies, família de les poàcies. És originari de Sud-àfrica i Pakistan. Va ser descrit pel botànic alemany Christian Gottfried Daniel Nees von Esenbeck.
És una planta perenne; formant grans flocs, els brots amuntegats en un curt rizoma oblic. Culms de 30-100 cm d'alt; herbàcia; 0.3 cm de diàmetre. Canya amb els nusos glabres. Entrenusos sòlids. Plantes desarmades. Fulles majoritàriament basals; no auriculades. Fulles lineals; estretes; d'1-4 mm d'ample; sense glàndules multicel·lulars abaxials. Lígula amb una franja de pèls (densa); aproximadament 1 mm de llarg. Contra-lígula absent.

## Taxonomia
- Tetrachne aristulata
- Tetrachne dregei